# Terradillos de Esgueva
Terradillos de Esgueva è un comune spagnolo di 79 abitanti situato nella comunità autonoma di Castiglia e León nella provincia di Burgos.